# Сара Вейсґлесс
Сара Вейсґлесс(англ. Sara Waisglass, 3 липня 1998, Торонто) — канадська акторка, відома за роллю Джорді Купер в дитячому ситкомі «Скасовано!» з 2010 по 2011 роки, як Френкі Голлінгсворт у фільмах «Деграссі: Наступне покоління» та «Деграссі: Наступний клас» з 2013 по 2017 роки, як Робін у фільмі «Мері гуляє»(або «Мері ходить по колу») 2017 року та як Максін «Макс» Бейкер у драмсеріалі Netflix «Джинні й Джорджія» у 2021 та 2022 роках.

## Раннє життя та кар'єра
Вейсґлесс потрапила в індустрію розваг ще дитиною-акторкою, дебютувавши на телебаченні в ролі 8-річної Джейн у «Шоу Джейн» у 2007 році. Після цього Вейсґлесс дебютувала на великому екрані у психологічному трилері «Після» Жиля Бурдо поряд з Джоном Малковичем і Еванджелін Ліллі в 2008 році. У 2015 році Вейсґлесс з'явилася в біографічній драмі Антона Корбейна «Життя серед акторського складу», в якому були Роберт Паттінсон і сер Бен Кінгслі. У 15 років Вейсґлесс також почала працювати моделлю для бренду Youth Apparel. У 2015 році Вейсґлесс була номінована як найкраща повторювана молода актриса віком від 16 до 21 року на Young Entertainer Awards 2015 за головну роль Френкі Голлінгсворт у фільмі «Деграссі: Наступне покоління».
У 2017 році Вейсґлесс зіграла зведену сестру Мері Робін у фільмі Моллі МакГлінн «Мері ходить по колу», який був показаний на Міжнародному кінофестивалі в Торонто у 2017 році. У 2021 році Вейсґлесс знялася в ролі Максін, найкращої подруги Джинні та членкині групи МЕНДЖ (Макс, Еббі, Нора та Джинні) у серіалі Netflix «Джинні й Джорджія». Український голос — Вікторія Левченко.

## Фільмографія

### Фільми
| Рік  | Назва                | Роль                    | Інформація             |
| ---- | -------------------- | ----------------------- | ---------------------- |
| 2008 | «Після цього»        | Трейсі                  | Короткометражний фільм |
| 2008 | «Полив Містер Какао» | Амбер                   |                        |
| 2015 | «Життя»              | Дівчина середньої школи |                        |
| 2017 | «Мері гуляє»         | Робін                   |                        |
| 2018 | «Санки серйозні»     | Джесс                   | Короткометражний фільм |
| 2020 | «Заплямований»       | Анна                    |                        |

### Телебачення
| Рік       | Назва                          | Роль                | Нотатки                                       |
| --------- | ------------------------------ | ------------------- | --------------------------------------------- |
| 2007      | «Шоу Джейн»                    | 8-річна Джейн       | Серія «Це все відносно»                       |
| 2009-2010 | «Скасовано!»                   | Джорді Купер        | Головна роль                                  |
| 2013-2014 | «Деграссі: Наступне покоління» | Френкі Голлінгсворт | Головна роль                                  |
| 2014      | «Деграссі: Міні»               | Френкі Голлінгсворт | Серія «Одягни себе, частина третя»            |
| 2016      | «Святкова радість»             | Шанель              | Телевізійний фільм                            |
| 2017      | «Хороший лікар»                | Олівія Гартман      | Серія «Труби»                                 |
| 2017      | «Killjoys»                     | Квін                | Серії: «Розрахунковий м'яч», «У Халлен є очі» |
| 2015      | «Деграссі: Не озирайся»        | Френкі Голлінгсворт | Телевізійний фільм                            |
| 2016-2017 | «Деграссі: Наступний клас»     | Френкі Голлінгсворт | Головна роль                                  |
| 2018      | «Костюми»                      | Підліток Естер      | Серії: «Коралові фронтони», «Погана людина»   |
| 2018-2022 | «Холлі хобі»                   | Лайла               | Повторювана роль, 18 серій                    |
| 2020      | «Жовтнева фракція»             | Медісон Сент-Клер   | Повторювана роль, 8 серій                     |
| 2021-нині | «Джинні й Джорджія»            | Максін Бейкер       | Головна роль                                  |